# Judit Magos
Judit Magos (ur. 19 lutego 1951 w Budapeszcie, zm. 18 października 2018) – węgierska tenisistka stołowa, sześciokrotna mistrzyni Europy.
W mistrzostwach Europy jedenastokrotnie zdobywała medale. Dwukrotnie była mistrzynią Starego Kontynentu w grze pojedynczej, podwójnej (w parze z Henriettą Lotaller) i drużynowo.
Nie startowała w igrzyskach olimpijskich, a w mistrzostwach świata nie odniosła większych sukcesów. Dwukrotnie zajmowała 4. miejsce drużynowo (1973, 1975) oraz trzykrotnie grała w ćwierćfinale mistrzostw: dwukrotnie w grze podwójnej (1973, 1979) oraz jeden raz w grze mieszanej (1977).
Startując w turnieju Europa Top 12 w 1973 roku w Böblingen musiała uznać wyższość jedynie rodaczce czterokrotnej tryumfatorce tej imprezy Beatrix Kisházi, zajmując 2. miejsce.